# Actinotus
Actinotus är ett släkte i familjen flockblommiga växter. Släktets arter återfinns i Australien och Nya Zeeland.

## Arter
Släktet har 20 nu gällande arter:
- Actinotus bellidioides
- Actinotus forsythii
- Actinotus gibbonsii
- Actinotus glomeratus
- Actinotus helianthi
- Actinotus humilis
- Actinotus laxus
- Actinotus leucocephalus
- Actinotus minor
- Actinotus moorei
- Actinotus novae-zelandiae
- Actinotus omnifertilis
- Actinotus paddisonii
- Actinotus periculosus
- Actinotus repens
- Actinotus rhomboideus
- Actinotus schwarzii
- Actinotus suffocata
- Actinotus superbus
- Actinotus whicheranus